# Agniya Lvovna Barto
Agniya Lvovna Barto (tiếng Nga: Агния Львовна Барто; 17 tháng 2 năm 1906 – 1 tháng 4 năm 1981) là nữ nhà văn, nhà thơ Nga. Agniya Barto là tác giả của những tập thơ viết cho thiếu nhi rất nổi tiếng.

## Tiểu sử
Agniya Barto sinh ở Moskva, trong gia đình một bác sĩ thú y. Học trường múa ba lê nhưng say mê thơ của Anna Akhmatova, Vladimir Vladimirovich Mayakovsky nên đi làm thơ. Sau đó, theo lời khuyên của Bộ trưởng Giáo dục Anatoly Vasilievich Lunacharsky đã tập trung cho sự nghiệp văn học. Năm 1925 in những bài thơ đầu tiên được khen ngợi. Năm 1936 in tập thơ Игрушки (Đồ chơi) và một số tập thơ khác, trở thành một nhà thơ được trẻ em yêu mến nhất.
Chồng đầu của Agniya Barto là nhà thơ gốc Ý, Pavel Barto. Hai người viết chung nhiều bài thơ nổi tiếng nhưng sau một thời gian sinh con, họ chia tay nhau. Chồng thứ hai của Agniya Barto là Andrei Shchelyaev, một nhà bác học nổi tiếng. Họ có một con gái và sống với nhau gần 50 năm. Ngoài thơ, Agniya Barto còn viết truyện và nhiều kịch bản phim cũng rất nổi tiếng. Agniya Barto được tặng 3 huân chương và nhiều huy chương. Năm 1950 bà được tặng giải thưởng Stalin. Năm 1972 được tặng giải thưởng Lenin. Năm 1976 được tặng giải thưởng Hans Christian Andersen. Tên Agniya Barto được đặt cho một tiểu hành tinh nằm giữa Sao Hỏa và Sao Mộc, tên Agniya Barto cũng được đặt cho một miệng núi lửa trên Sao Kim. Thơ của Agniya Barto được dịch ra nhiều thứ tiếng trên thế giới. Bà mất ở Moskva năm 1981.

## Tác phẩm
Các tập thơ:
- "Братишки" (1928)
- "Мальчик наоборот" (1934)

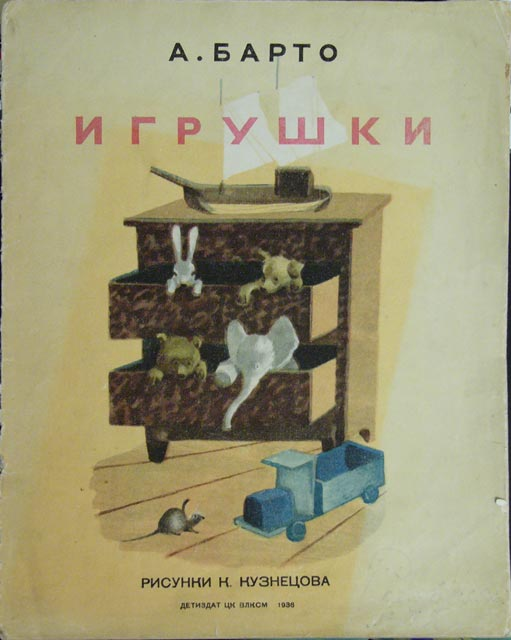
Một bìa sách

- "Игрушки" (Đồ chơi, 1936) tập thơ thiếu nhi nổi tiếng nhất
- "Снегирь" (1939)
- "Стихи детям" (1949; giải thưởng Stalin 1950)
- "Я расту" (1968)

Các kịch bản phim:
- "Подкидыш" (1939)
- "Слон и верёвочка" (1946)
- "Алеша Птицын вырабатывает характер" (1958)

## Một vài bài thơ
| Я часто краснею Без всякой причины Соседка спросила: - Где нож перочинный? - "А я перед нею Стою и краснею Не я опрокинул Чернила на скатерть, Но чувствую я, Что краснею некстати. И даже во сне я, И даже во сне я На чей-то вопрос Отвечаю краснея. Вчера мне сказала Некрасова Лена: - Краснеть некрасиво И не современно. Не спорю я с нею, Стою и краснею. Думай, думай.. Это Вовка, вот чудак! Он сидит угрюмый, Сам себе твердит он так: "Думай, Вовка, думай!" Заберется на чердак Или мчится, вот чудак В дальний угол сада; Сам себе твердит он так: "Думать, думать надо!" Он считает, что от дум У него мужает ум. А Маруся, ей пять лет, Просит Вовку дать совет И сказать: во сколько дней Ум становится умней? | Tôi rất hay đỏ mặt Mà không có nguyên nhân Bà hàng xóm có lần Hỏi tôi con dao nhíp Thế mà tôi phân vân Đứng nhìn và đỏ mặt. Không phải tôi làm đổ Lọ mực lên khăn bàn Nhưng tôi cảm thấy rằng Không hiểu sao mặt đỏ. Ngay cả trong giấc ngủ Ngay cả trong giấc mơ Có ai hỏi câu gì Tôi trả lời, mặt đỏ. Lêna Nekrasova Bảo tôi ngày hôm qua: -Đỏ mặt là không đẹp Với lại không thức thời. Tôi chẳng tranh luận gì Chỉ đứng và đỏ mặt Suy nghĩ, suy nghĩ Cậu Vô-va gàn dở Cứ ngồi đó đăm đăm Rồi nhắc bản thân mình: "Suy nghĩ, Vova, suy nghĩ". Khi trèo lên gác nhỏ Cứ như người gàn dở Hay khi chạy ra vườn Cứ nhắc bản thân mình: "Suy nghĩ, cần suy nghĩ". Cậu cho rằng suy nghĩ Lý trí sẽ khôn lên. Bé Ma-sa năm tuổi Hỏi lời khuyên Vova Nói: bao ngày trôi qua Thì đầu khôn hơn vậy? Bản dịch của Nguyễn Viết Thắng. |